# عبد الكريم الشراباتي
عبد الكريم الشراباتي، واسمه الكامل عبد الكريم بن أحمد بن علوان بن عبد الله الشراباتي، الحلبي الشافعي، محدث، كان شيخ الحديث بحلب في زمنه، وانتهى إليه علو الإسناد.

## سيرته
ولد عبد الكريم الشراباتي في حلب في 1106 هـ، وقرأ على والده مختلف العلوم وحضر دروسه، وأخذ عن جماعة من علماء حلب كأبي السعود الكواكبي وغيره، ثم قدم دمشق في 1121 هـ بقصد الحج، ولم يتمكن منه إلا أنه أخذ عن جماعة من علمائها منهم أبو المواهب الحنبلي وعبد الغني النابلسي وعبد القادر التغلبي وإلياس الكوراني ومحمد الكاملي وأحمد بن عبد الكريم الغزي وغيرهم، ثم توجه إلى الحج في 1123 هـ وأخذ عن جماعة من علمائها منهم أحمد النخلي وجعفر البرزنجي وعبد الله بن سالم البصري وأبو طاهر الكوراني، ثم رجع إلى حلب واشتغل بالقراءة والإقراء وخدمة والده.
توفي والده في 1136 هـ، ثم فقد بصره بعد 11 يوماً من وفاة والده، إلا أن ذلك لم يمنعه من الاشتغال بالحديث.
حج مرة أخرى في 1143 هـ، وأخذ في رحلته الثانية عن محمد حياة السندي وتاج الدين القلعي ومحمد الدقاق المغربي وغيرهم، وكان قد دخل إسطنبول قبل حجته الثانية واجتمع بعلمائها. ثم رجع إلى حلب واستمر في الأخذ عن الواردين إليها أمثال مصطفى بن كمال الدين البكري ومحمد بن عقيلة.
أعقب عبد الكريم ولدين هما محمد ومصطفى، وقد تتلمذا على يديه وكان لهما إجازة من ابن الطيب الشرقي.

## تلاميذه
ممن أخذوا عنه: المنلا علي التركماني الدمشقي، ومصطفى الرحمتي، ومحمد سعيد السويدي، وإسماعيل بن محمد المواهبي، ومحمد بن عثمان العقيلي.

## مؤلفاته
من مؤلفاته:
- تعليق على الشفا بتعريف حقوق المصطفى.
- تعليق على كنوز الحقائق في حديث خير الخلائق لمحمد عبد الرؤوف المناوي.
- العطايا الكريمية في الصلاة على خير البرية.
- رسالة في ذكر بعض شيء من آثار الشيخ مراد الأزبكي.
- رسالة في تعزية المصاب.
- رسالة في الفرق بين القرآن العظيم والأحاديث القدسية.
- رسالة متعلقة بحزب البحر.
- رسالة في قراءة آية الكرسي عقيب الصلوات المكتوبة.
- المنح الكريمية الدافعة لكل محنة وبلية.
- رسالة متعلقة بحرز الشافعي.
- رسالة متعلقة باسمي الله الحي القيوم
- رسالة في أدعية السفر
- إنالة الطالبين لعوالي المحدثين، وهو ثبت جامع ذكر فيه شيوخه ومقدار ما أخذ عنهم، وقد اختصره محمد راغب الطباخ.[4]

## وفاته
توفي في ضحوة يوم الأربعاء 27 جمادي الأولى 1178 هـ، ودفن بتربة باب المقام بحلب.